# Ramin Shamilishvili
Ramin Shamilishvili (en georgiano: რამინ შამილიშვილი; 11 de mayo de 1994) es un deportista georgiano que compite en halterofilia. Ganó tres medallas en el Campeonato Europeo de Halterofilia entre los años 2023 y 2025.

## Palmarés internacional
| Campeonato Europeo | Campeonato Europeo  | Campeonato Europeo | Campeonato Europeo |
| Año                | Lugar               | Medalla            | Categoría          |
| ------------------ | ------------------- | ------------------ | ------------------ |
| 2023               | Ereván (Armenia)    | Medalla de plata   | 55 kg              |
| 2024               | Sofía (Bulgaria)    | Medalla de plata   | 55 kg              |
| 2025               | Chisináu (Moldavia) | Medalla de bronce  | 55 kg              |